# Valentina Vargas
Valentina Vargas (ur. 31 grudnia 1964 w Santiago) – chilijska aktorka.

## Życiorys
Urodziła się w Santiago w Chile, jako córka właścicieli ziemskich. Uczęszczała na kurs aktorski, śpiewu i pobierała lekcje baletu. Wychowywała się głównie we Francji. W 1983 przyjechała do Paryża, gdzie pracowała jako aktorka teatralna i piosenkarka. Uczęszczała na warsztaty aktorskie prowadzone przez Tanię Balaschovą w Paryżu i w Yves Pignot School w Los Angeles.
W 1985 zadebiutowała na ekranie w roli masażystki w dramacie kryminalnym Strictement personnel u boku Jeana Reno. Rok potem pojawiła się jako Laure w jednym z odcinków serialu Doktorek (Le flair du petit docteur, 1986). W karierze pomogła znajomość trzech języków – płynnie mówi po hiszpańsku, francusku i angielsku. Grywała też niewielkie drugoplanowe role we francuskich filmach. Nieoczekiwanie sławę i popularność przyniosła jej rola w dramacie historyczno-kryminalnym Jeana-Jacques’a Annauda Imię róży (1983), w którym nie wypowiedziała ani jednego słowa. Grała tam rolę biednej wieśniaczki, która oddaje się mnichom z górskiego klasztoru w zamian za jedzenie i która zakochuje się spontanicznie w młodym zakonniku.
W późniejszym okresie Valentina Vargas grała w wielu produkcjach telewizyjnych i filmowych, jednak jej późniejsze role nie przyniosły jej takiego rozgłosu.
W 2007, po śmierci rodziców, powróciła do Chile, by zająć się rodzinnym majątkiem. Nie porzuciła jednak aktorstwa. Pod koniec 2013 ukazał się jej album Bit of Sun.

## Wybrana filmografia
- 1986: Imię róży jako dziewczyna
- 1988: Wielki błękit jako Bonita
- 1996: Hellraiser IV: Dziedzictwo krwi jako chłopka / Angelique / Angelique Cenobite
- 1999: Air America (serial telewizyjny) jako Emilie
- 2011: Twarze w tłumie jako Nina